# Basílica Menor de Nuestra Señora de los Dolores

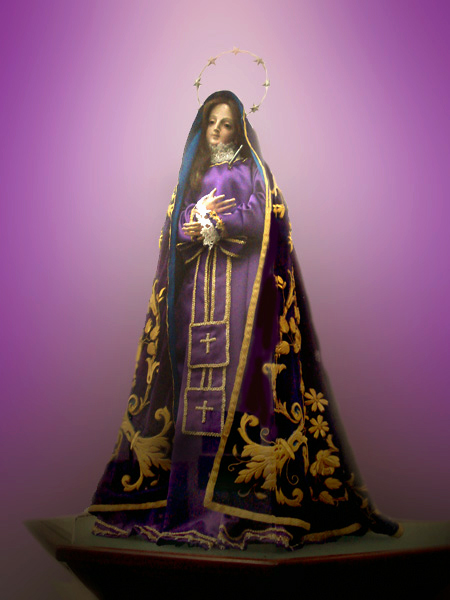
Imagen de Nuestra Señora de los Dolores en la colección de la Basílica

La Basílica Menor de Nuestra Señora de los Dolores es una iglesia católica situada en la ciudad de Porto Alegre, Brasil. Se levanta en el número 587 de la rúa dos Andradas. Es la iglesia más antigua de la ciudad aún en pie. Su construcción llevó mucho tiempo y el plano de la fachada fue modificado mientras estaba en construcción. Hoy tiene un estilo ecléctico, pero el interior está ricamente decorado con talla de madera dorada en estilo barroco tardío con elementos neoclásicos además de contar con un importante grupo de estatuas barrocas de Cristo de tamaño natural que representan el ciclo de la Pasión. 
Sede de antiguas tradiciones religiosas y de gran importancia histórica y artística, ha sido catalogada como patrimonio nacional por el IPHAN. En 2022, la iglesia recibió el título de Basílica Menor por parte del Papa Francisco.

## Historia
Las celebraciones en torno a los Sufrimientos de la Virgen María tienen su origen en el siglo XV pero no fue hasta 1667 cuando se estableció una liturgia con una iconografía definida. Así, los llamados Siete Dolores de María -la profecía de Simeón, la Huida a Egipto, la pérdida de Jesús en el Templo a los doce años, el camino hacia la cruz, la crucifixión, el descendimiento y el entierro de Jesús - llegaron a representarse simbólicamente mediante siete espadas, o a veces sólo una, clavadas en el corazón de la Virgen. Esta devoción fue introducida en Portugal por los sacerdotes oratorianos de Braga en 1761. En Brasil, los intentos de introducir la devoción se remontan a mediados del siglo XVIII.
En Porto Alegre, el culto ya estaba registrado en 1799 cuando se creó una devoción para celebrar misa todos los viernes en honor de su Patrona, entronizada en un altar lateral de la Matriz da Mãe de Deus. Sus miembros formaban parte de la élite de la ciudad, incluidos concejales, funcionarios reales, militares e importantes comerciantes. Esta devoción fue el origen de la Cofradía de Nuestra Señora de los Dolores, organizada en 1801, con el padre Thomé Luiz de Souza, entonces coadjutor de la Matriz, en su junta directiva. En una asamblea celebrada el 1 de mayo de 1806, se decidió construir una iglesia, cuya primera piedra se colocó en 1807. El 13 de marzo de 1809, una licencia real autorizó la construcción. Al parecer, en esa fecha ya se había erigido el consistorio y se estaba construyendo el presbiterio, pero en 1810 las paredes del presbiterio se derrumbaron.
El 16 de enero de 1812 se autorizó a la Hermandad a trasladar su imagen al presbiterio, ya reconstruido, y a comenzar a celebrar misas. El 20 de febrero de 1813, las misas fueron confirmadas por Provisión Episcopal y el traslado y consagración de la capilla tuvo lugar efectivamente el 25 de junio de 1813. El 16 de marzo de 1814 tuvo lugar la primera celebración solemne de Nuestra Señora de los Dolores, con gran pompa y fastuosa decoración. El 22 de noviembre de 1817 fue aprobado por el rey el Compromiso de la Hermandad, que establecía los cargos masculinos de prior, viceprior, secretario, tesorero, procurador, vicario del culto a la Divina, sacristán mayor, cuidadores, hermanos de la Mesa, juez, protectores, andador, y los femeninos de priora, directora, tías de la Santísima Virgen, mordomas y juez.

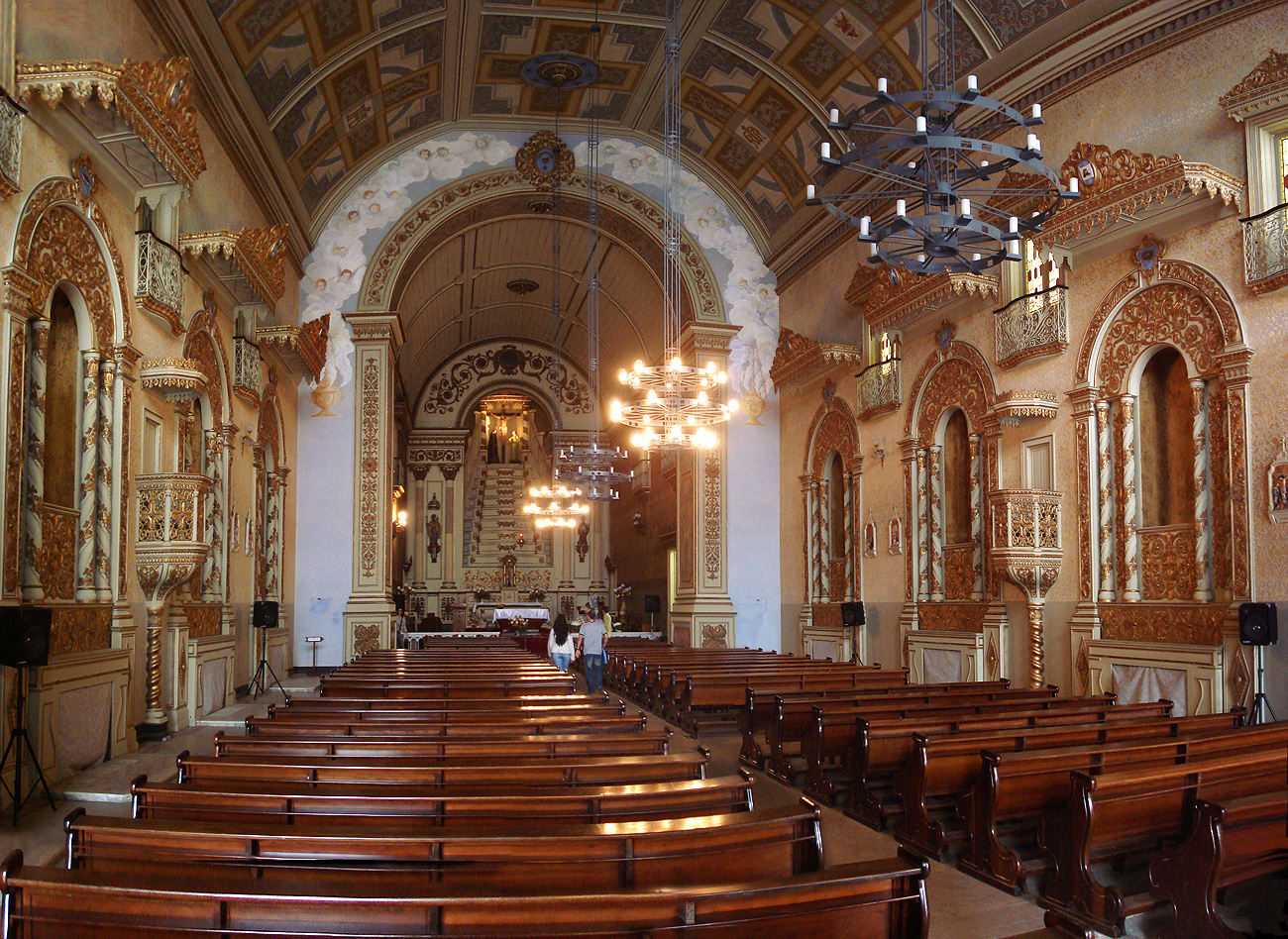
Nave y presbiterio

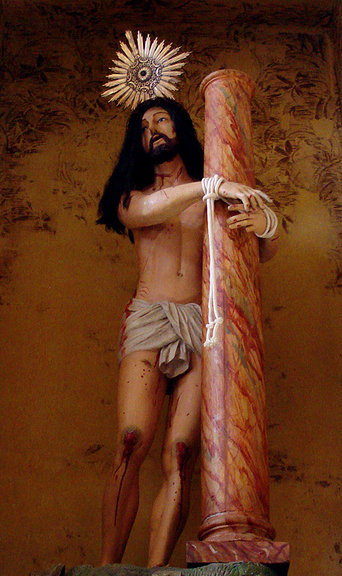
Cristo atado a la columna, en un altar lateral

El 11 de febrero de 1819, por Indulto Apostólico, la Hermandad fue elevada al rango de orden terciaria, subordinada a los sacerdotes servitas. En 1822, el padre Thomé fue nombrado Comisario General de la Orden, responsable de su dirección espiritual. La Orden sólo fue confirmada el 18 de septiembre de 1824, pero se introdujeron una serie de requisitos para la admisión de nuevos miembros, lo que creó un conflicto interno, vació la Orden y la amenazó con la extinción. El nuevo reglamento disolvió en parte su carácter de orden terciaria y a partir de entonces el sodalicio adoptó el nombre de Cofradía. Entre 1839 y 1840, el prior revocó algunos impedimentos, hizo regresar a antiguos disidentes y aumentó las contribuciones. El 24 de octubre de 1832, se había creado una parroquia autónoma para la iglesia, separada de la parroquia de la Matriz, pero la instalación fue aplazada  y durante la Revolución Farroupilha (1835-1845) las obras de la iglesia quedaron paralizadas. La Cofradía se resistió a la creación de la parroquia y alegó que no podía pagar un párroco permanente, y sólo recibiría uno en 1859, cuando el emperador Dom Pedro II nombró al padre José Soares do Patrocínio Mendonça para el cargo, asumiendo el 22 de octubre.
Hasta 1846, el edificio aún se limitaba básicamente al presbiterio, con un cobertizo improvisado que hacía las veces de nave, cuando el Conde de Caxias le donó cuatro contos de réis para iniciar la cimentación de los muros laterales. Otras donaciones vinieron del Tesoro Provincial y de loterías en los años siguientes pero hasta 1856 las obras avanzaron muy poco, cuando se reanudaron con más entusiasmo. Con los muros levantados a mediados de 1857, João do Couto e Silva instaló el tejado y terminó la fachada aún sin revestimiento y la bóveda, concluyendo esta etapa en 1860. Como el proyecto inicial había sido alterado, en 1863 se creó una comisión para hacer las correcciones necesarias, supervisada por Luiz Vieira Ferreira y concluida en 1866. La iglesia fue consagrada el 10 de mayo de 1868 por Dom Sebastião Dias Laranjeira. La talla interior fue realizada por João do Couto e Silva y la pintura y dorado del techo por Germano Traub. La escalera monumental de la fachada sólo se terminó en 1873, y antes se accedía por la calle Riachuelo, detrás de la iglesia.
Hasta finales del siglo XIX, el edificio no estaba revestido exteriormente y carecía de torres, por lo que la comunidad aunó esfuerzos para realizar las reparaciones necesarias. El proyecto original en estilo barroco colonial, ya desfigurado, fue definitivamente abandonado, y se encargó uno nuevo al arquitecto Júlio Weise, que diseñó una fachada en estilo ecléctico.
La torre occidental se inauguró en 1900, y la otra al año siguiente. La construcción no se terminó hasta 1904. Según la leyenda, el retraso en su finalización se debió a la maldición de un esclavo injustamente condenado a la horca por robar un collar de la imagen de Nuestra Señora. Sin embargo, el historiador Sérgio da Costa Franco afirma que la historia es falsa y que la condena del esclavo se debió a un asesinato.
A principios de siglo, se adquirieron varias estatuas devocionales. En 1927, el interior fue remodelado y pintado por la empresa de Fernando Schlatter, siendo la talla renovada por el artista Guilherme Callegari. La iglesia fue declarada como patrimonio histórico por el IPHAN en 1938. A partir de 1951, se sustituyó el suelo y se renovó el techo. En 1954, la superficie de la nave se cubrió de ladrillos amarillos y se reforzaron los suelos y techos de las capillas laterales. En 1961, se añadieron 56 nuevos bancos debido al aumento de fieles.
Desde 1951 hasta el final de la década de 1970, la iglesia estuvo bajo el cuidado de los Padres de la Congregación del Santísimo Sacramento, que fueron invitados por el entonces arzobispo de Porto Alegre, Dom Alfredo Vicente Scherer, para iniciar la Obra de la Adoración Perpetua en la capital de Río Grande del Sur, con la Iglesia de los Dolores como santuario.

### Restauración y elevación a Basílica Menor

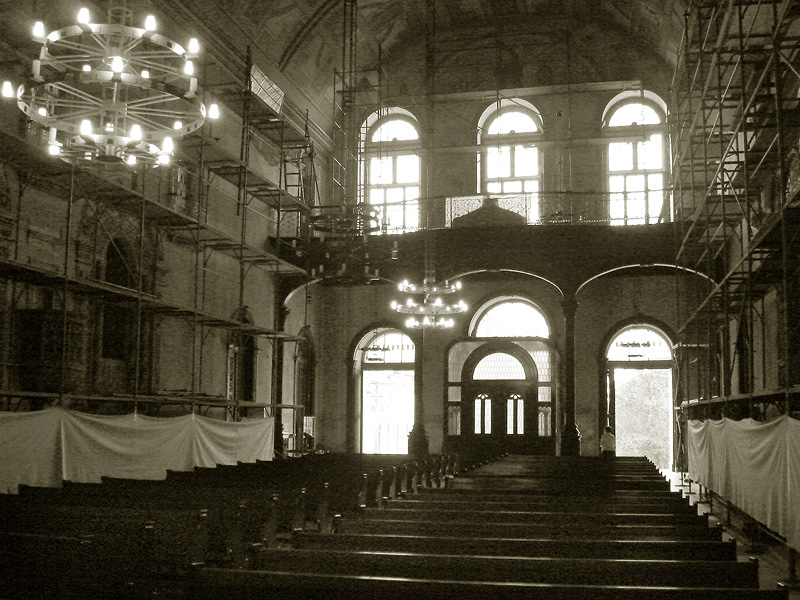
Nave en restauración

Tras su finalización, el edificio fue sufriendo gran deterioro por lo que en 1980 se llevaron a cabo obras de restauración de urgencia en la cubierta y el techo. En 1996 en el presbiterio y, en 1998, en la escalera. A partir de 2001 se realizaron nuevas obras, esta vez para acondicionar el aparcamiento y ampliar el salón de actos con fondos de la comunidad y de las Leyes de Incentivo Cultural a nivel estatal y federal, proyecto que tuvo continuidad a partir de 2003 para restaurar los bienes integrados del interior como los altares, el techo, las pinturas decorativas, el coro y otras piezas. 
La restauración del exterior comenzó en 2008 y se incluyó en el Programa Monumenta, con la participación del BID, la UNESCO y el Banco Mundial. También se planificó la prospección arqueológica del subsuelo y su entorno, realizada en colaboración con el Proyecto de Arqueología Urbana desarrollado por el Museo Joaquim Felizardo. Las obras de restauración concluyeron en 2017 con la finalización del presbiterio. Durante la restauración se descubrieron antiguas pinturas parietales.
En 2022 la iglesia recibió el título de Basílica Menor en el Vaticano por el Papa Francisco, convirtiéndose en la primera de Porto Alegre y la tercera de Río Grande del Sur en recibir este título.

## El edificio

### Fachada

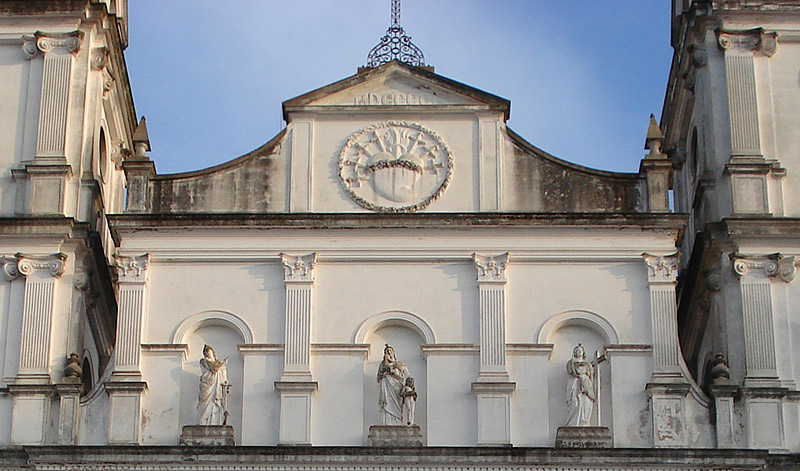
Detalle de la fachada con las estatuas

La Basílica está situada en lo alto de una colina, y se accede a ella desde la Rúa dos Andradas a través de una puerta de hierro forjado sostenida por pilares y una balaustrada, que se abre a un patio de la iglesia y a una escalera monumental. La fachada fue proyectada por Júlio Weise, en un estilo ecléctico de influencia germánica, y presenta un volumen imponente, con cuatro niveles horizontales divididos por amplias cornisas, y tres bloques verticales representados por el cuerpo del edificio y las dos torres laterales, cortadas también por la continuación de las cornisas.. 
En la planta baja del cuerpo hay tres puertas de arco de medio punto enmarcadas en piedra, separadas por pilastras con fuste estriado y capiteles corintios que sostienen una cornisa decorada con motivos geométricos. En el nivel superior hay tres ventanas con balaustradas en línea con las puertas inferiores, y también con arco de medio punto. Las pilastras también se repiten y sostienen una cornisa con la inscripción en portugués "VENERÁVEL ORDEM TERCEIRA DE NOSSA SENHORA DAS DORES.". En el tercer nivel, se crearon tres hornacinas de arco de medio punto en línea con las ventanas, donde se instalaron estatuas de João Vicente Friedrichs que representan la Fe, la Esperanza y la Caridad. Las pilastras de este nivel son más delgadas y menos numerosas. Encima de todo el conjunto se alza un frontón triangular en el que se ha inscrito la fecha MDCCCC (1900), flanqueado por dos pequeños pináculos y coronado por una cruz de hierro tallada, y debajo de la fecha un bajorrelieve de un corazón atravesado por siete espadas y rodeado por una corona de espinas, símbolo de los dolores de María.
Las dos torres laterales tienen un diseño idéntico. A partir de una base decorada con yeso imitando la piedra tallada, se eleva un segundo nivel con un nicho perforado por una pequeña ventana ojival. En el tercer nivel hay arcos abiertos para campanas, esquema que se repite en el cuarto nivel, con la diferencia de que en éste hay un óculo sobre el arco. Todos los niveles están flanqueados por pilastras corintias. Los volúmenes de las torres están coronados por complejas ménsulas prismáticas con vanos y balaustradas, rematadas por rosas de los vientos metálicas.

### Interior

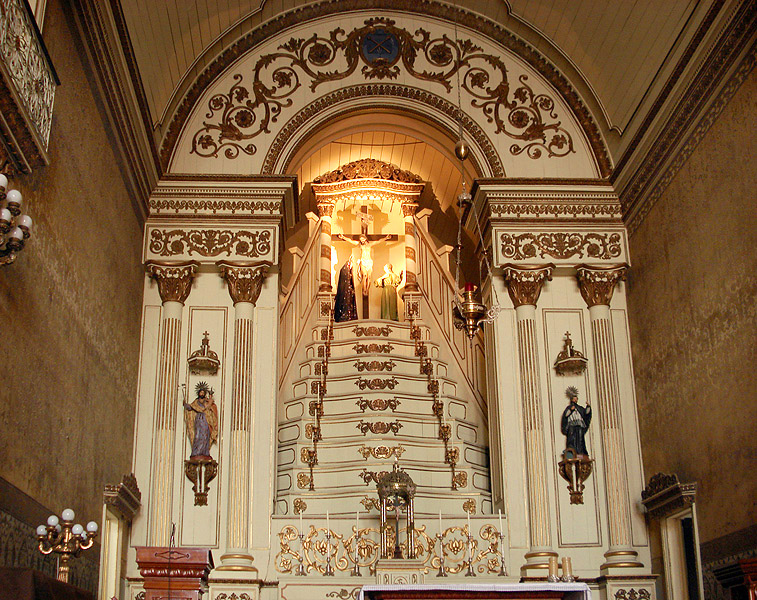
Altar mayor

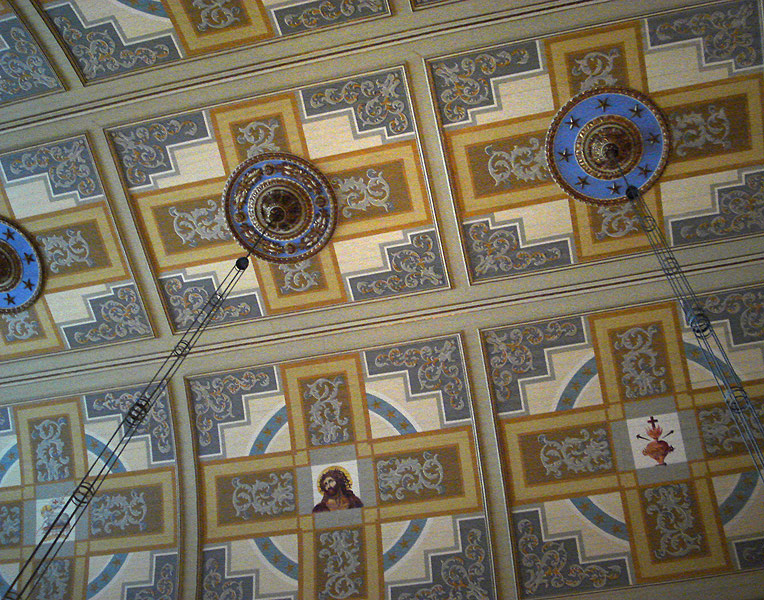
Detalle del techo

Su interior aún muestra muchas de las primitivas características coloniales. La entrada se realiza a través de tres puertas, la central conduce a un parabrisas acristalado. Encima hay un coro de madera sostenido por arcos y columnas corintias. Hay una sola nave, flanqueada por una serie de altares ricamente tallados y dorados por João do Couto e Silva, con un perfil de arco de medio punto y un gran marco decorado, columnas salomónicas y baldaquinos, así como nichos para estatuas. También se alinean en la nave varias tribunas con puertas de vidrieras y barandillas de bombée de hierro tallado, y dos púlpitos. El artesonado está pintado por Germano Traub, básicamente en motivos florales y geométricos, con medallones figurativos. Las arañas son obra contemporánea.
El presbiterio está bordeado por un gran arco de medio punto con friso floral y pintura de querubines. También tiene tribunas y el altar mayor es una bella pieza de estilo escalonado, con rasgos neoclásicos, con un grupo escultórico en la parte superior, con imágenes de Cristo en la cruz, flanqueado por la Mater Dolorosa y San Juan. Desde esta capilla se abren puertas a otra capilla a la izquierda, de decoración más sencilla, y a salas de administración a la derecha.
La basílica posee varias estatuas preciosas, entre ellas siete imágenes que representan los pasos del Pasión de Jesucristo, traídas de Portugal en 1871; dos imágenes de la patrona de la basílica, una de 1820, con rostro de porcelana, y otra de la segunda mitad del siglo XVII, con espada y diadema de plata; un San Francisco Javier, de Italia, y un Corazón Inmaculado de María, de España. 
La basílica cuenta también con una importante colección de piezas artísticas e históricas que no están en uso, como libros, estatuas, pinturas, grabados, objetos decorativos, muebles, ornamentos litúrgicos, ornamentos y otros. Está prevista la creación de un museo de arte sacro con esta colección.